# Schwarzes Banner

Schwarzes Banner als Schahāda-Flagge („Flagge des Glaubensbekenntnisses“)

Das Schwarze Banner (arabisch الراية السوداء, DMG ar-rāya as-sawdāʾ; auch راية العُقَاب / rāyat al-ʿuqāb) ist eine seit dem frühen Mittelalter genutzte islamische Flagge.
In der Gegenwart wird sie auch von zahlreichen islamistischen Bewegungen genutzt; darunter vom Islamischen Staat, al-Qa'ida, den Taliban oder der globalen Kalifatsbewegung Hizb ut-Tahrir. Einige Formen des Schwarzen Banners, sofern sie eindeutig terroristischen Organisationen zugeschrieben werden können, sind in Deutschland, Österreich und anderen Ländern verboten.

## Gestaltung
Das schwarze Banner besteht aus einem schwarzen Grund, sowie häufig darauf aufgebrachten Schriftzügen, insbesondere dem islamischen Glaubensbekenntnis, der Schahada. Der Text lautet im ersten Teil لا إله إلا الله / Lā ilāha illā ʾllāh / ‚Es gibt keinen Gott außer Gott‘ und im zweiten Teil محمد رسول الله / Muḥammadun rasūlu ʾllāh / ‚Muhammad ist der Gesandte Gottes‘. In einigen Kontexten wird der zweite Teil bildhaft als Siegel des Propheten wiedergegeben.

## Historische Nutzung

### Ursprung und frühe Verwendung
Bereits der arabische Stamm der Quraisch, dem der Prophet Muhammad (gest. 632) angehörte, soll ein schwarzes Banner verwendet haben. Muhammad soll bei den Feldzügen der Muslime sowohl mit einem weißen als auch einem schwarzen Banner in die Schlacht gezogen sein. Bei der Schlacht von Siffin im Jahr 657 soll der vierte Kalif Ali ibn Abi Talib gemäß der Tradition eine weiße Flagge des Propheten geführt haben, während die gegnerischen Truppen seines Rivalen Muʿāwiya an schwarzen Bannern erkenntlich waren.

### Die „schwarzen Banner“-Überlieferungen
In der sunnitisch-islamischen Überlieferungstradition finden sich Aussprüche, die dem Propheten Muhammad zugeschrieben werden, demnach aus dem Osten bzw. der Region Chorasan im heutigen Iran und Afghanistan, Leute mit schwarzen Bannern kommen werden. Unter diesen werde ebenso der Mahdi, eine endzeitliche Figur, sein, dem die Muslime folgen sollen. So heißt es in der Hadithsammlung von Ibn Madscha: 
„[...] Dann werden die schwarzen Banner aus dem Osten kommen [...]. Wenn ihr sie seht, dann schwört ihnen eure Treue, auch wenn ihr über den Schnee kriechen müsst, denn dies ist der Kalif Allahs, Mahdi.“ – Hadith im Sunan Ibn Madscha, Nr. 4084

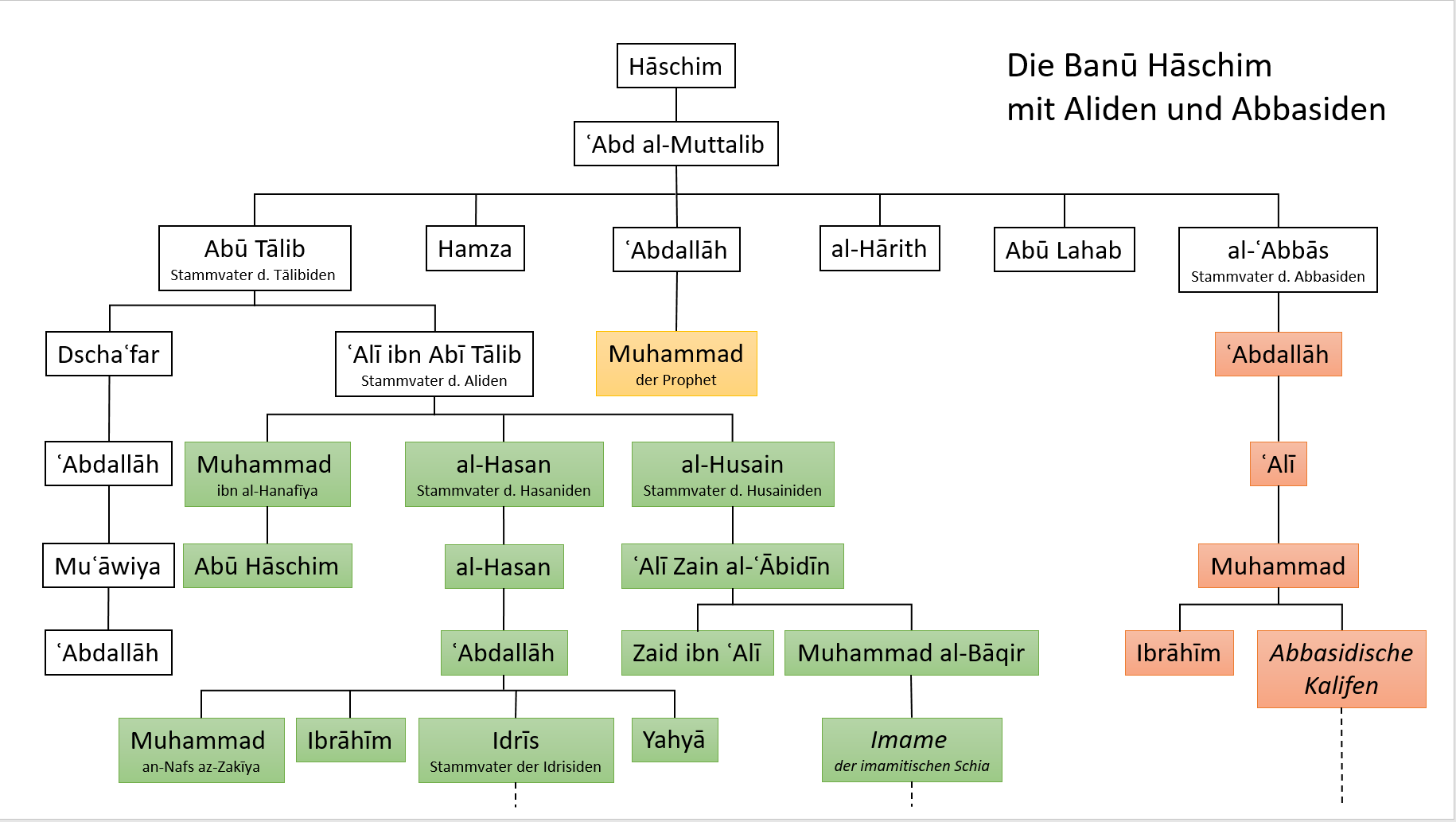
Stammbaum der Banu Haschim und der Abbasiden.

Ob die Überlieferung tatsächlich vom Propheten Muhammad stammt, wird auch innerhalb der islamischen Orthodoxie bezweifelt; die Überlieferung gilt nach den Kriterien der Hadithwissenschaft als „schwach“ (da'if). Dies gilt ebenso für einen weiteren Ausspruch, der eine direkte Linie zwischen den Schwarzen Bannern und dem Clan der Banū Hāschim zieht, dem sowohl Muhammad als auch sein Onkel al-ʿAbbās ibn ʿAbd al-Muttalib entstammen, von dem die Kalifendynastie der Abbasiden abstammt. In einer ebenfalls als da'if klassifizierten Überlieferung trifft der Prophet Muhammad mit einer Gruppe der Banu Haschim zusammen. Muhammad erklärt: 

„Wir sind Mitglieder eines Hauses, für das Allah das Jenseits dem Diesseits vorgezogen hat. Das Volk meines Hauses wird nach meinem Tod mit Unglück, Vertreibung und Verbannung konfrontiert werden, bis einige Leute aus dem Osten mit schwarzen Bannern kommen werden. Sie werden um etwas Gutes bitten, aber es wird ihnen nicht gegeben werden. Dann werden sie kämpfen und siegreich sein, dann wird man ihnen geben, was sie wollten, aber sie werden es nicht annehmen und die Führung einem Mann aus meiner Familie übertragen. Dann werden sie es mit Gerechtigkeit erfüllen, so wie es mit Ungerechtigkeit erfüllt war. Wer von euch das erleben wird, der soll zu ihnen gehen, auch wenn er über Schnee kriechen muss.“

### Das Schwarze Banner der Abbasiden

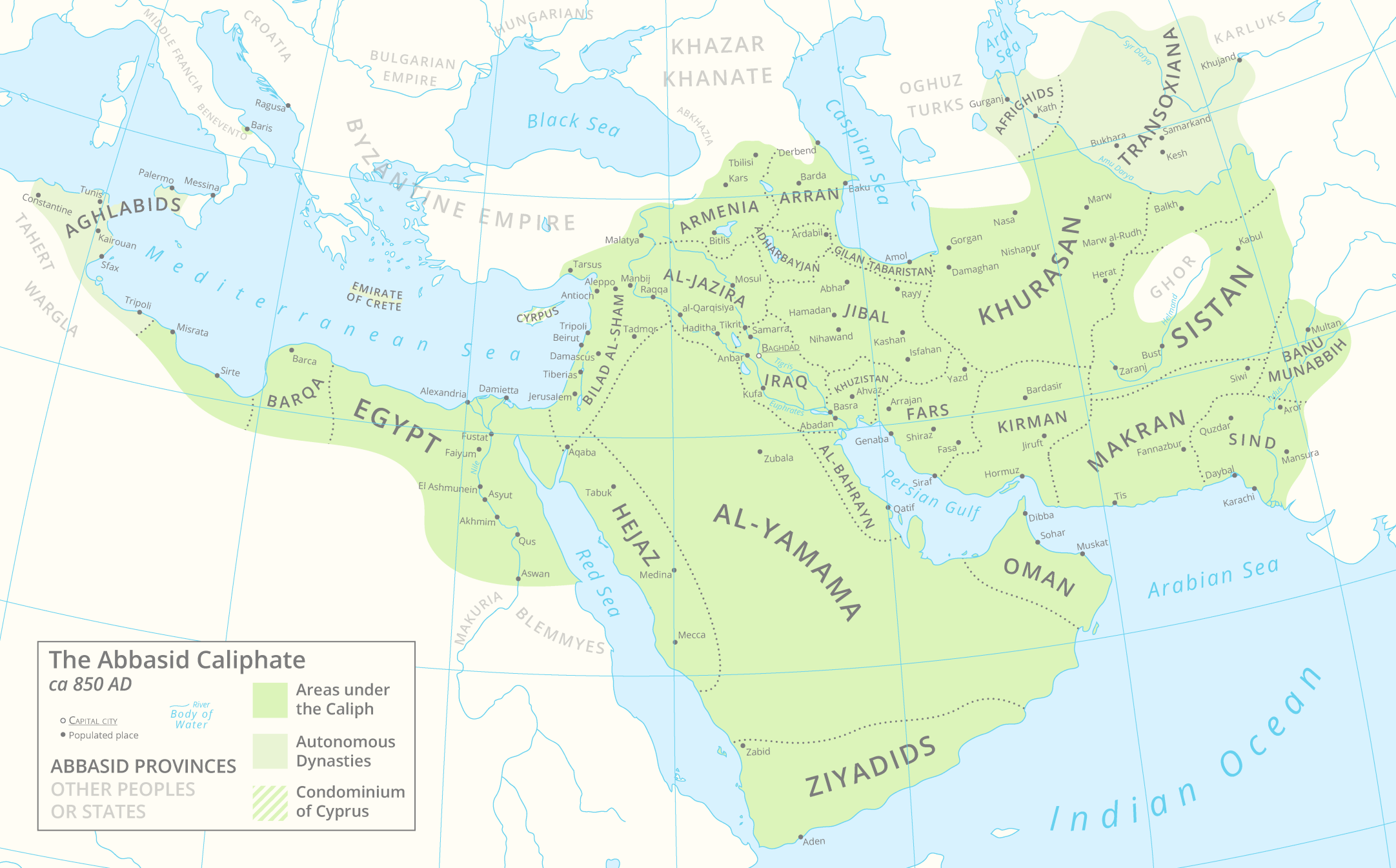
Das Abbasiden-Kalifat um das Jahr 850, im Osten die Provinz Chorasan.

Im Widerstand gegen Kalifen-Dynastie der Umayyaden, die unter weißer Flagge kämpften, hatten bereits mehrfach anti-umayyadische Aufstandsbewegungen das schwarze Banner als Flagge verwendet; so etwa jene von Yazīd ibn al-Muhallab, al-Harith ibn Suraidsch und Abu Hamza al-Mukhtar.
Während der Abbasidischen Revolution (747-750) kämpften die Anhänger der Abbasiden unter schwarzer Flagge, welches sie später zum offiziellen Banner ihrer Herrschaftsdynastie machten.

## Nutzung in der Gegenwart

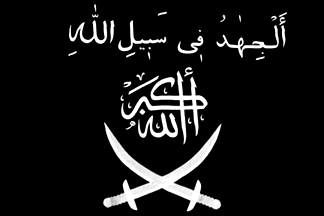
Schwarzes Banner der Arabischen Mudschaheddin im Nordkaukasus

### Verwendung bei islamistischen und terroristischen Bewegungen
Gegenwärtig und in der jüngeren Vergangenheit wurde das Schwarze Banner von einer Vielzahl von islamistischen Bewegungen genutzt, die zumeist dem Spektrum des sunnitisch-geprägten radikalen und militanten Islamismus angehören. Die Schwarze Flagge wird insbesondere in salafistisch-dschihadistischen Kontexten verwendet. Hierzu zählen militante oder gar terroristische Organisationen wie der Islamische Staat (IS), al-Qa'ida, Boko Haram und die somalische al-Shabab-Miliz, sowie die ehemaligen Bewegungen al-Nusra-Front und Union islamischer Gerichte. Nicht militante Bewegungen, die das schwarze Banner führen, sind die etwa in Deutschland verbotene Hizb ut-Tahrir.

### Verwendung in anderen Kontexten
Im Kontext des schiitischen Islam existiert das schwarze Banner als Trauerflagge, worauf etwa Namen wie jener des beim Massaker von Karbala ermordeten schiitischen Märtyrers al-Hussain ibn Ali angebracht werden.

## Rechtslage

Seit dem 12. September 2014 ein verfassungsfeindliches Propagandamittel: Flagge der Terrororganisation Islamischer Staat

Das islamische Schwarze Banner ist in Deutschland nicht grundsätzlich verboten. So ist die schwarze Schahada-Flagge, die lediglich den arabischen Schriftzug des islamischen Glaubensbekenntnisses umfasst, nicht verboten; auch wenn sie etwa von den Anhängern der in Deutschland verbotenen Hizb ut-Tahrir genutzt wird. Verboten ist hingegen etwa die Nutzung der Flagge der Terrororganisation Islamischer Staat, die auch mit dem Banner von Boko Haram und der al-Schabab-Miliz identisch ist. Die Nutzung ist gemäß  § 86a StGB als Kennzeichen einer verfassungswidrigen Organisation in Deutschland seit dem Jahr 2014 strafbar. In Österreich ist seit dem 1. Januar 2015 das zur Schau stellen, Tragen und Verwenden des IS-Banners verboten.